# Won W. Lee
Won W. Lee es un profesor de religión y estudios asiáticos en la Universidad de Calvin en Grand Rapids, Míchigan.
W. Lee tiene una licenciatura de la Universidad Yonsei, Corea, un M.Div del Seminario Teológico de Princeton y un doctorado de la Escuela de Graduados de Claremont, Es miembro de la Sociedad de Literatura Bíblica, la Sociedad para el Estudio del Antiguo Testamento y Korean Biblical Colloquium.

## Obras
- Won W. Lee (2003). Punishment and Forgiveness in Israel’s Migratory Campaign: The Macrostructure of Numbers 10:11-36:13. Grand Rapids, Mich.: W.B. Eerdmans Pub. Co. ISBN 9780802809926. OCLC 52838932.[3][4]
- The Bible: A Library of Holy Writings. Seoul, Korea: Sallim. 2005.
- Thomas Römer, ed. (2008). The Conceptual Coherence in Numbers 5,1-10,10. The Books of Leviticus and Numbers. Leuven: Peeters: Bibliotheca Ephemeridum Theologicarum Lovaniensium CCXV. pp. 473-89.
- Kenneth E. Pomykala, ed. (2008). The Concept of the Wilderness in the Pentateuch. Israel in the Wilderness: Interpretations of the Biblical Narratives in Jewish and Christian Traditions. Leiden, Boston: Brill. pp. 1–16.
- Won W. Lee (2012). 圣经探秘 [Exploring the mysteries of the Bible]. Grand Raplds, Michigan: The Calvin College Press. ISBN 9781937555054. OCLC 970373744.
- Steven L. McKenzie, ed. (2013). Korean Biblical Interpretation. The Oxford Encyclopedia of Biblical Interpretation. Vol. 1. Oxford University Press. pp. 473-82.
- Numbers. The CEB Bible Study with Apocrypha. Nashville: Abingdon. 2013. pp. 201-58.
- Paolo Mollo; Won W. Lee (2015). An intratextual analysis of the mirroring birth stories of Samson and Samuel explaining the narrative logic of literary montage. Lewiston, New York: The Edwin Mellen Press. ISBN 9781495503993. OCLC 1075037061.